# Ester cyanat

Cấu trúc hóa học tổng quát của ester cyanat

Ester cyanat là ester của acid cyanic, tức là thay thế nguyên tử hydro trong acid cyanic (H−O−C≡N). Các ester cyanat gồm nhóm cyanat O−C≡N liên kết với một nhóm chức hữu cơ và có công thức chung là R−O−C≡N. Nhóm cyanat O−C≡N là nhóm một liên kết, nghĩa là nó chỉ liên kết với một nhóm chức khác. Cyanat là đồng phân của isocyanat.

## Sử dụng trong polymer
Khi được nung ở nhiệt độ cao, 3 phân tử cyanat trimer hóa một nhóm cyanurat. Các diester cyanat sẽ tạo thành polymer gọi là polycyanurat, tương tự như polyisocyanurat, ba nhóm isocyanat tạo thành nhân isocyanurat, các polymer này có điểm chung có được liên kết thông qua các vòng cyanurat và isocyanurat, là trimer vòng của cyanat và isocyanat. Vì cyanat và isocyanat là đồng phân của nhau nên isocyanurat và cyanurat cũng là đồng phân. Cơ chế trimer hóa là các nhóm C≡N trong O−C≡N nối lại với nhau với nhân triazine C3N3.
Các ester cyanat được sử dụng thường là bisphenol A cyanat ester, có cấu trúc giống bisphenol A nhưng bị hai nhóm cyanat gắn vào. Ngoài bisphenol A, có thể sử dụng Bisphenol E, bisphenol F hay novolak, một dạng polymeric của bisphenol F. Vòng thơm có trong bisphenol có thể được thay thế bằng nhóm có tính allylic để cải thiện độ dẻo dai của vật liệu. ester cyanat cũng có thể được kết hợp với bismaleimide để tạo thành nhựa BT hoặc với nhựa epoxy để tối ưu hóa các đặc tính sử dụng cuối cùng.

## Tổng hợp
Giống như nhiều ester, ester cyanat được tạo ra từ rượu (R−O−H) và dạng halogen của acid gốc là cyanogen chloride hay cyanogen bromide Hai chất này ngưng tụ với nhau tạo ra ester và hydro halide như HCI hay HBr như sản phẩm phụ.